# Poročnik bojne ladje
Poročnik bojne ladje je pomorski častniški čin (kopenski ekvivalent je stotnik).

## Primerjava častniških stopenj
Slovenska vojska :

| Vojaški čini            |                   |                        |
| Nižji: Poročnik fregate | pomorski častniki | Višji: Kapitan korvete |

Avstro-Ogrska vojna mornarica  (k.u.k. Kriegsmarine):

| Vojaški čini            |                   |                        |
| Nižji: Poročnik fregate | pomorski častniki | Višji: Kapitan korvete |